# Lioré et Olivier LeO H-241
Le Lioré et Olivier H-241 est un hydravion à coque commercial réalisé en France durant l'Entre-deux-guerres par le constructeur aéronautique Lioré et Olivier. Un seul prototype fut réalisé.

### Développement lié
- Lioré et Olivier LeO H-24
- Lioré et Olivier LeO H-242